# Pour Clémence
Pour plus de détails, voir Fiche technique et Distribution.
Pour Clémence est un film français réalisé par Charles Belmont, sorti en 1977.

## Fiche technique
- Titre : Pour Clémence
- Réalisation : Charles Belmont
- Scénario : Charles Belmont et Marielle Issartel
- Photographie : Philippe Rousselot
- Musique : Jean-François Jenny-Clark, Michel Portal et Jean Schwarz
- Montage : Marielle Issartel
- Société de production : Riga Films
- Pays d'origine :  France
- Durée : 100 minutes
- Date de sortie : France, 19 octobre 1977

## Distribution
- Jean Crubelier : Michel
- Eva Darlan : Sarah
- Lucia Bensasson
- Claude Debord
- Jean Deschamps
- Mario Gonzalez
- Jacques Lalande
- Jean-Claude Penchenat
- Geneviève Rey-Penchenat
- Jean-Claude Brialy : voix